# Mercedes-Benz W463
La sigla W463 identifica la prima a debuttare fra le due serie prodotte in contemporanea negli anni '90 e 2000 del Mercedes-Benz Classe G, un fuoristrada prodotto dall'azienda tedesca Mercedes-Benz e dall'austriaca Steyr-Daimler-Puch. L'altra serie prodotta parallelamente alla W463 era la W461. La W463 venne prodotta fra il 1989 ed il 2017.

## Storia ed evoluzione

### Debutto
La W463 venne lanciata nel settembre 1989 al Salone di Francoforte. Il suo obiettivo fu quello di sostituire la precedente serie W460 assieme alla più spartana versione W461 che invece avrebbe debuttato due anni e mezzo più tardi. Entrambe le serie dovevano quindi raccogliere l'eredità della W460, proponendosi come modelli alternativi l'uno all'altro. Infatti, lo scenario che si parò dinanzi agli occhi dei vertici Daimler-Benz durante la prima metà degli anni '80, quando la carriera della W460 era nel pieno, fu quantomeno inaspettato: concepita come mezzo da lavoro o per utilizzi militari, la W460 finì invece per raccogliere la maggior parte dei consensi anche e soprattutto da parte dell'utente privato, pur avendo una grossa schiera di consensi anche per coloro che necessitvano di un mezzo del genere anche per scopi professionali. Per questo motivo, al termine della carriera della W460, si scelse di sdoppiare la gamma del modello successivo, proponendo due modelli, entrambi appartenenti alla Classe G ed entrambi realizzati sulla medesima base meccanica della serie W460, ma con vocazioni differenti.

### Caratteristiche
L'impronta lussuosa della W463 rispetto alla W461 si vedeva soprattutto nel frontale, in cui la calandra era stavolta verniciata in tinta con la carrozzeria, e non più in plastica nera come nel precedente modello ed anche nella W461. Inoltre erano presenti inserti cromati sulle fiancate e fari posteriori di maggiori dimensioni. Sempre lateralmente, i codolini passaruota divennero di serie su tutta la gamma, mentre in precedenza erano optional. Nell'abitacolo le differenze rispetto ai due modelli più spartani si facevano ancor più evidenti: nella W463 i rivestimenti e la plancia erano ripresi dalla serie W124, mentre nella W460 e nella W461 erano ripresi da un furgone Mercedes-Benz di alcuni anni prima. Inoltre, la selleria poteva anche essere ordinata con i rivestimenti in pelle, mentre la plancia era rifinita con vera radica in legno, questi ultimi due dettagli che forse più di tutto il resto sottolineavano la vocazione da auto di lusso della W463. Fra i nuovi comandi della plancia, quello per il blocco del differenziale si attuava mediante un tasto anziché mediante una leva, sistema ormai considerato antiquato per un'auto di lusso. Per il resto, la W463 conservo i tratti stilistici della W460, la scocca era pressoché identica, con le sue forme squadrate.
E proprio a proposito di scocca, vale la pena parlare della parte tecnica della W463, che nonostante la stretta parentela con la W460 propose comunque una significativa novità. Ferme restando la struttura a telaio separato con scocca in acciaio, le sospensioni ad assale rigido con barra Panhard e molle elicoidali e l'impianto frenante misto, la W463 propose stavolta la trazione integrale permanente.
Al suo debutto, la W463 fu proposta in quattro motorizzazioni, due a benzina e due a gasolio:
- 230 GE: motore proveniente dalla precedente gamma della W460, era costituita dall'unità M102E23 da 2299 cm³ con potenza massima di 126 CV;
- 300 GE: questa motorizzazione è una delle due novità motoristiche della gamma d'esordio, era il motore M103E30 con cilindrata di 2960 cm³ e potenza massima di 170 CV;
- 250 GD: motore diesel aspirato derivato dall'unità OM602D25, sempre con cilindrata di 2497 cm³, ma in questo caso portata da 84 a 94 CV;
- 300 GD: seconda novità motoristica al debutto della W463, si trattava dell'unità OM603D30, con cilindrata di 2996 cm³ e con potenza massima di 113 CV.

A queste motorizzazioni ne va aggiunta un'altra, riservata solo al mercato italiano e montata sotto il cofano della 200 GE. Si trattava dello stesso motore utilizzato anche nella W460, con potenza massima di 116 CV, che scendeva a 113 CV se equipaggiato con marmitta catalitica.
Tutta la gamma era prevista di serie con un cambio manuale a 5 marce, ma era disponibile in alternativa un cambio automatico a 4 rapporti, tranne che per la 250 GD, disponibile solo con il cambio manuale.

### Evoluzione del modello
La produzione della W463 avvenne ancora una volta nella fabbrica Steyr-Daimler-Puch di Graz, in Austria, ed ancora una volta venne proposta anche con il marchio Puch, riservato solo ad alcuni mercati. La sua produzione si articolò in due fasi fondamentali: la prima, che si snoda dal 1989 alla fine del 2017, vede le prime W463 sottoposte a continui aggiornamenti, specialmente sul piano degli allestimenti, che divennero via via sempre più ricchi, ma anche sul piano della gamma motori, sempre più potente ed esclusiva, fino a raggiungere potenze più da supercar che non da fuoristrada duro e puro; la seconda importante fase va dall'inizio del 2018 in poi, ed è quella che vede la nascita di una nuova Classe G con contenuti tecnici assolutamente inediti per il modello in sé, pur mantenendo intatta la scocca originaria di quasi quarant'anni prima.

#### La prima fase (1989-2017)

##### I primi anni

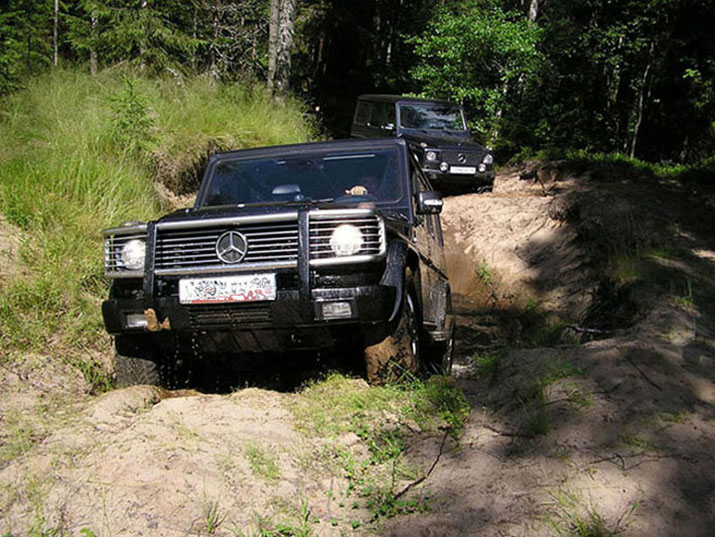
Nonostante la sua vocazione da auto di lusso, la W463 ha sempre continuato ad essere una delle migliori off-roader di sempre

I primi aggiornamenti alla gamma della W463 si ebbero nel 1992, quando debuttò la 350 GD Turbo, prima Classe G ad essere equipaggiata con un motore turbodiesel, in questo caso della cilindrata di 3449 cm³ e con potenza massima di 136 CV. Nel 1993 la 250 GD venne tolta di listino, mentre la 300 GE venne spodestata dal trono di top di gamma con l'arrivo della 500 GE V8, prima vettura della Classe G (anche se ancora non si chiamava ufficialmente così) a montare un motore V8, in questo caso un'unità a benzina della cilindrata di 4973 cm³ ed in grado di erogare fino a 241 CV di potenza massima. Il fatto stesso di trovarsi di fronte ad un fuoristrada equipaggiato con un simile propulsore distaccò definitivamente la W463 dal concetto di mezzo da lavoro per avvicinarla maggiormente ad un concetto di auto di lusso, che avrebbe poi trovato la sua sintesi definitiva alcuni anni dopo con l'avvento dei primi SUV marchiati Mercedes-Benz, anche se la W463 avrebbe continuato imperterrita a rimanere a listino e a raccogliere consensi. La 500 GE V8, in particolare, era caratterizzata da un allestimento interno molto ricco, con radica di legno e selleria in pelle bicolore. Fu prevista solo in una tiratura limitata a 500 esemplari (di cui 300 solo in Germania), per cui nel 1994 essa già scomparve dal listino. Data la sua tiratura limitata, il 500 GE V8 fu anche l'unico modello della gamma a non essere soggetto alla piccola rivoluzione nei criteri di nomenclatura dei modelli Mercedes-Benz, un cambiamento avvenuto proprio nel 1993 (tranne che nel caso della W461, la quale resistette per altri tre anni). E così, la 230 GE divenne G 230, mentre la 300 GE divenne invece G 300 e le 300 GD e GD Turbo cambiarono rispettivamente in G 300 Diesel e G 300 Turbodiesel, senza ricevere particolari aggiornamenti tecnici. Questo cambiamento sancì fra l'altro la nascita ufficiale della Classe G, anche se in generale tale espressione viene spesso utilizzata anche per i modelli precedenti. Sempre nel 1993 vi fu l'arrivo di due versioni ad alte prestazioni, entrambe prodotte in pochi esemplari e che furono le prime della Classe G ad essere sottoposte alle cure della AMG di Affalterbach, la piccola Casa specializzata in elaborazioni su base Mercedes-Benz, che anni dopo sarebbe divenuta una vera e propria divisione sportiva della Daimler-Benz. Queste due versioni furono la G36 AMG e la 500 GE V8 6.0: l'esiguità della loro produzione le relega in pratica al ruolo di fuoriserie, trattate quindi nel paragrafo dedicato.

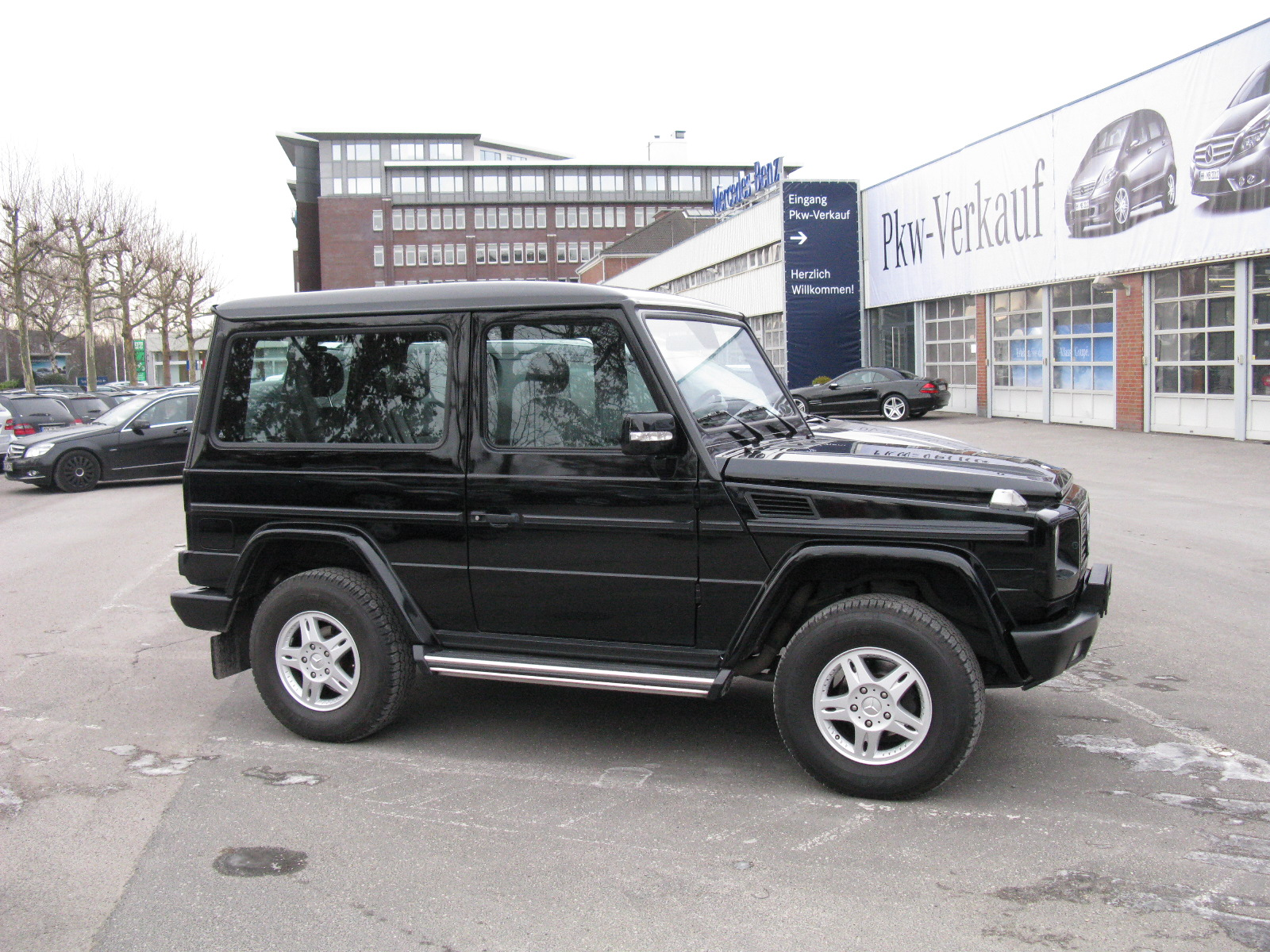
Una W463 con carrozzeria SW a passo corto

Il 1994, oltre all'uscita di listino della 500 GE V8, vide anche altre novità di peso: innanzitutto la G 230 venne tolta di produzione poiché l'acquisizione dello status di auto di lusso mise la W463 nelle condizioni di non potersi più permettere motorizzazioni a 4 cilindri per questioni di immagine. Anche la G 300 Diesel scomparve dalla gamma W463. Contemporaneamente, la G 300  venne sostituita dalla G 320, spinta dal nuovo motore M104E32 da 3199 cm³ in grado di erogare una potenza massima di 210 CV.
Il 1995 vide l'estensione del cambio automatico a 4 marce a tutta la gamma: fino a quel momento era previsto di serie solo per la G 320 e per le versioni a tiratura limitata. Nel 1996 la G 350 Turbodiesel venne sostituita dalla G 300 TD, equipaggiata con un nuovo motore turbodiesel ad iniezione indiretta da 3 litri di cubatura e con potenza massima di 177 CV. Anche i motori diesel stavano crescendo notevolmente sul piano prestazionale per preservare l'immagine della W463, ormai un oggetto che via via stava diventando sempre più appannaggio di pochi. Nello stesso anno, le versioni con carrozzeria torpedo telonata (indicate anche come cabriolet da varie fonti) ricevettero un dispositivo elettroidraulico per l'apertura e la chiusura della capote. Sempre nel 1996 il cambio automatico a 4 marce venne rimpiazzato da un nuovo cambio automatico, stavolta a 5 rapporti più 5 ridotte. Unica eccezione la G 300 Turbodiesel, che montò ancora il vecchio automatico a 4 rapporti.

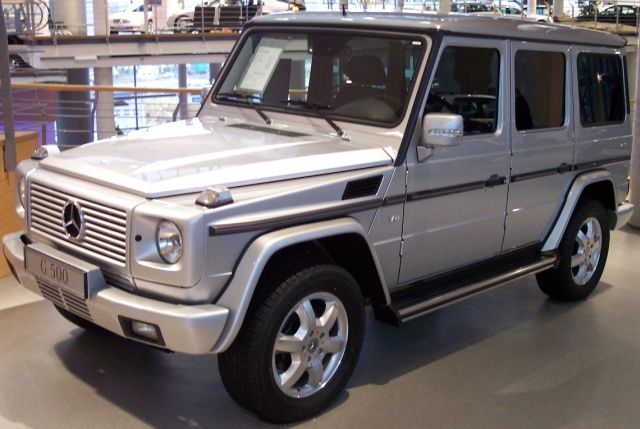
Una G 500 con carrozzeria SW a passo lungo

Nella seconda metà del 1997, la G320 ricevette un nuovo motore, non più a 6 cilindri in linea, ma di tipo V6, sempre da 3,2 litri, ma con potenza leggermente aumentata, da 210 a 215 CV. L'anno seguente, la G 500 entrò in listino divenendo la nuova top di gamma, con il suo motore da 5 litri e 296 CV di potenza massima. La dotazione della G 500 incluse stavolta anche il climatizzatore, il navigatore e uno dei primi sistemi di assistenza al parcheggio. Esternamente si riconosceva per i nuovi cerchi da 18 pollici, gli indicatori di direzione di color bianco e la griglia frontale cromata. La sua velocità massima fu limitata a 195 km/h, già sufficienti per il genere di vettura, che peraltro fu la prima Classe G a raggiungere tale punta velocistica. Nel 1999, in occasione del ventennale della Classe G, la G 500 venne proposta in un'edizione speciale denominata G 500 Classic e prodotta in 500 esemplari. Tale edizione limitata si distinse per la particolare verniciatura viola cangiante. Ma nello stesso anno, la G 500 cessò di essere la versione di punta perché venne introdotta la G55 AMG, una versione realizzata nuovamente con la partecipazione della AMG, ma che venne invece regolarmente posta a listino e destinata ad una produzione più ampia. La G55 AMG era equipaggiata con un motore V8 da 5.4 litri in grado di erogare una potenza massima di 354 CV.
La gamma della Classe G, a quel punto fu composta come segue:
- G 320, con motore V6 da 3199 cm³ e potenza massima di 215 CV;
- G 500, con motore V8 da 4966 cm³ e potenza massima di 296 CV;
- G 55 AMG, con motore V8 da 5439 cm³ e potenza massima di 354 CV;
- G 300 Turbodiesel, con motore da 2996 cm³ e potenza massima di 177 CV.

##### Il nuovo millennio

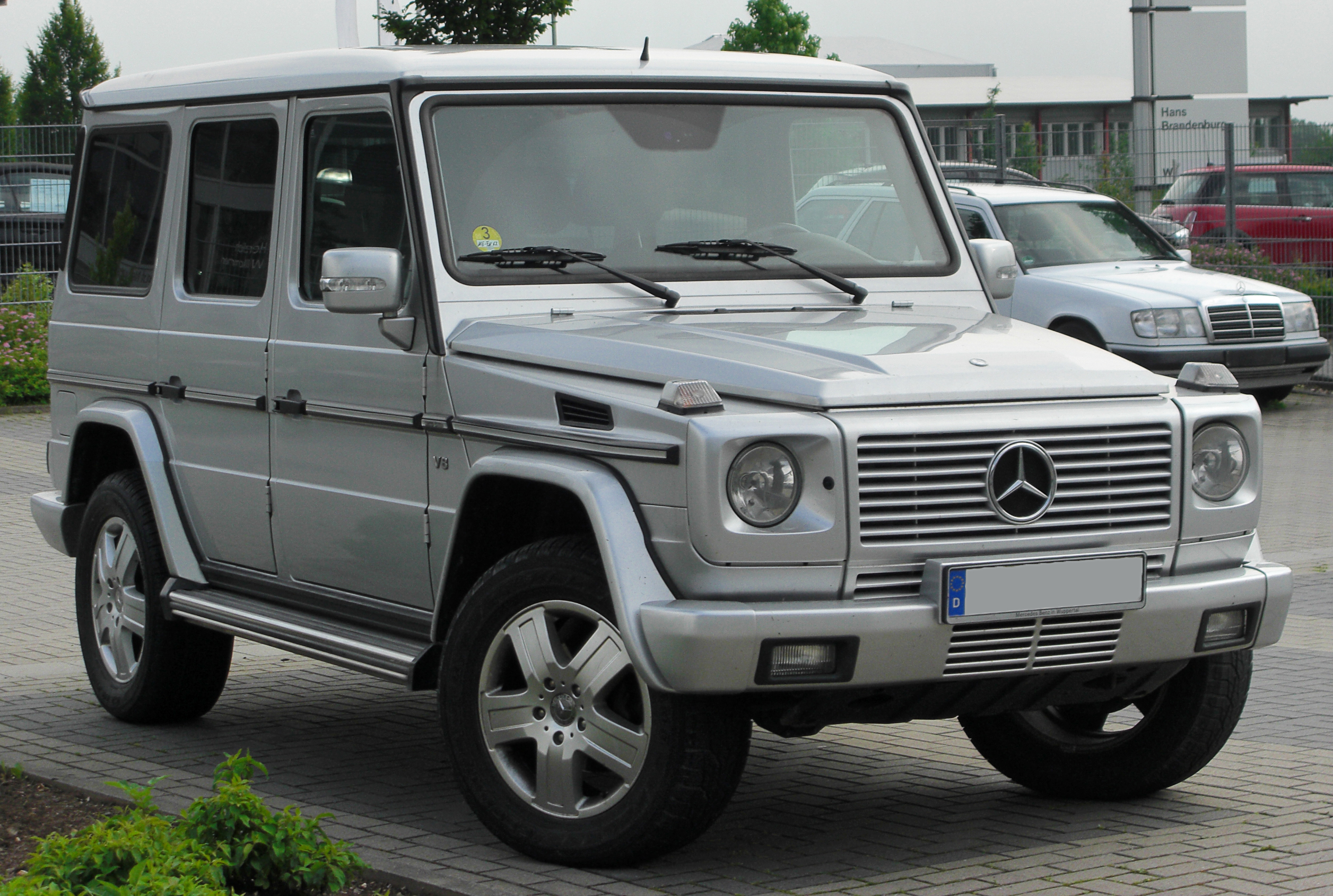
Una G 400 CDI

Il nuovo millennio si aprì con la nascita della Magna Steyr, dopo l'acquisizione della Steyr-Daimler-Puch da parte della società canadese Magna International. Non vi furono grosse ripercussioni per quanto riguardò la gamma W463: nel 2000 vide la luce la G 400 CDI, equipaggiata con un V8 a gasolio da 3996 cm³ in grado di erogare fino a 250 CV. Fu in quel periodo il più potente motore automobilistico a gasolio, ma soprattutto fu la prima Classe G dotata di un motore ad iniezione diretta common rail. Nello stesso periodo, la W463 venne sottoposta ad un aggiornamento che interessò in particolar modo gli allestimenti interni, che divennero più ricchi, specialmente nelle versioni di punta.
L'anno successivo, la G 300 Turbodiesel fu sostituita dalla G 270 CDI, spinta da un 5 cilindri da 2685 cm³ con potenza massima di 156 CV, inferiore alla potenza del modello precedente ma con un maggior apporto di coppia motrice (400 Nm contro 330).

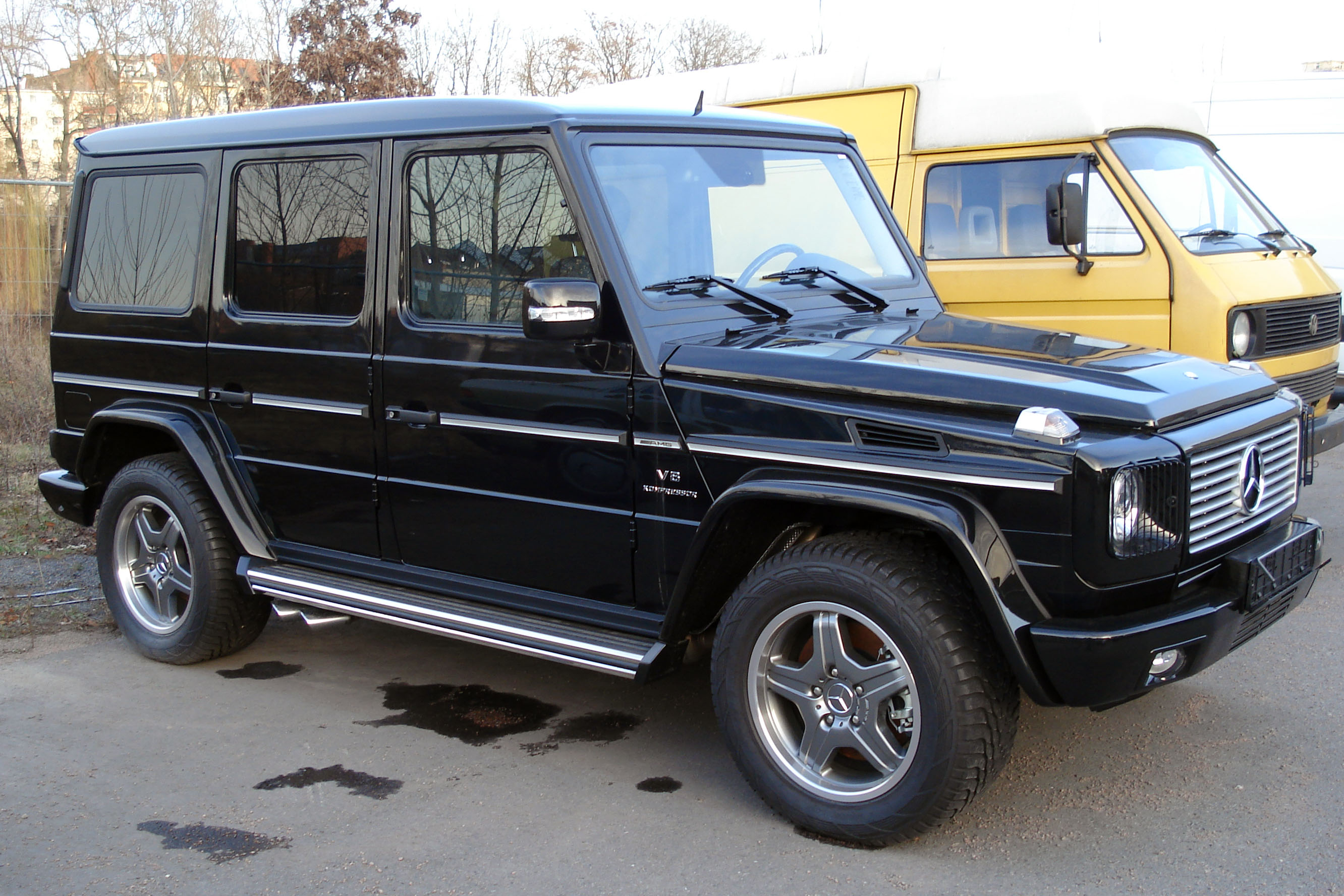
Una G 55 AMG Kompressor, versione di punta della gamma fra il 2004 e il 2012

Il 2002 vide il debutto della Classe G nel mercato statunitense: vi furono come sempre alcune differenze negli allestimenti e nelle motorizzazioni. Nella gamma statunitense, la G 500 venne ribattezzata G 550. Nel 2003 la W463 subì un nuovo leggerissimo aggiornamento, visibile esternamente nello spostamento degli indicatori laterali sulle calotte dei retrovisori esterni, una soluzione che aveva debuttato sette anni prima nella prima generazione della Classe CLK. Nel 2004, in occasione dei 25 anni della Classe G, venne proposta una nuova edizione a tiratura limitata, denominata semplicemente Limited Edition per il mercato tedesco e Classic 25 per i mercati esteri. Basata sulle versioni G 400 CDI e G 500, questa edizione era caratterizzata da verniciature dedicate e cerchi in lega dal disegno specifico. Durante lo stesso anno, la versione di punta, ossia la G 55 AMG, beneficiò della sovralimentazione mediante compressore volumetrico, per cui cambiò nome in G 55 AMG Kompressor e raggiunse così una potenza massima di 476 CV.
Nel 2006, la G 270 CDI e la G 400 CDI vennero sostituite da un unico modello intermedio, la G 320 CDI, spinta da un nuovo motore V6 da 3 litri di cilindrata e con potenza massima di 224 CV. Questa versione fu anche caratterizzata dalla presenza del nuovo cambio automatico-sequenziale a 7 rapporti, che l'anno seguente si sarebbe esteso al resto della gamma W463, fatta eccezione per la G 55 AMG Kompressor, che mantenne il cambio automatico a 5 rapporti, ma che in compenso fu oggetto di una rivisitazione che ne fece lievitare la già esuberante potenza a 500 CV. 

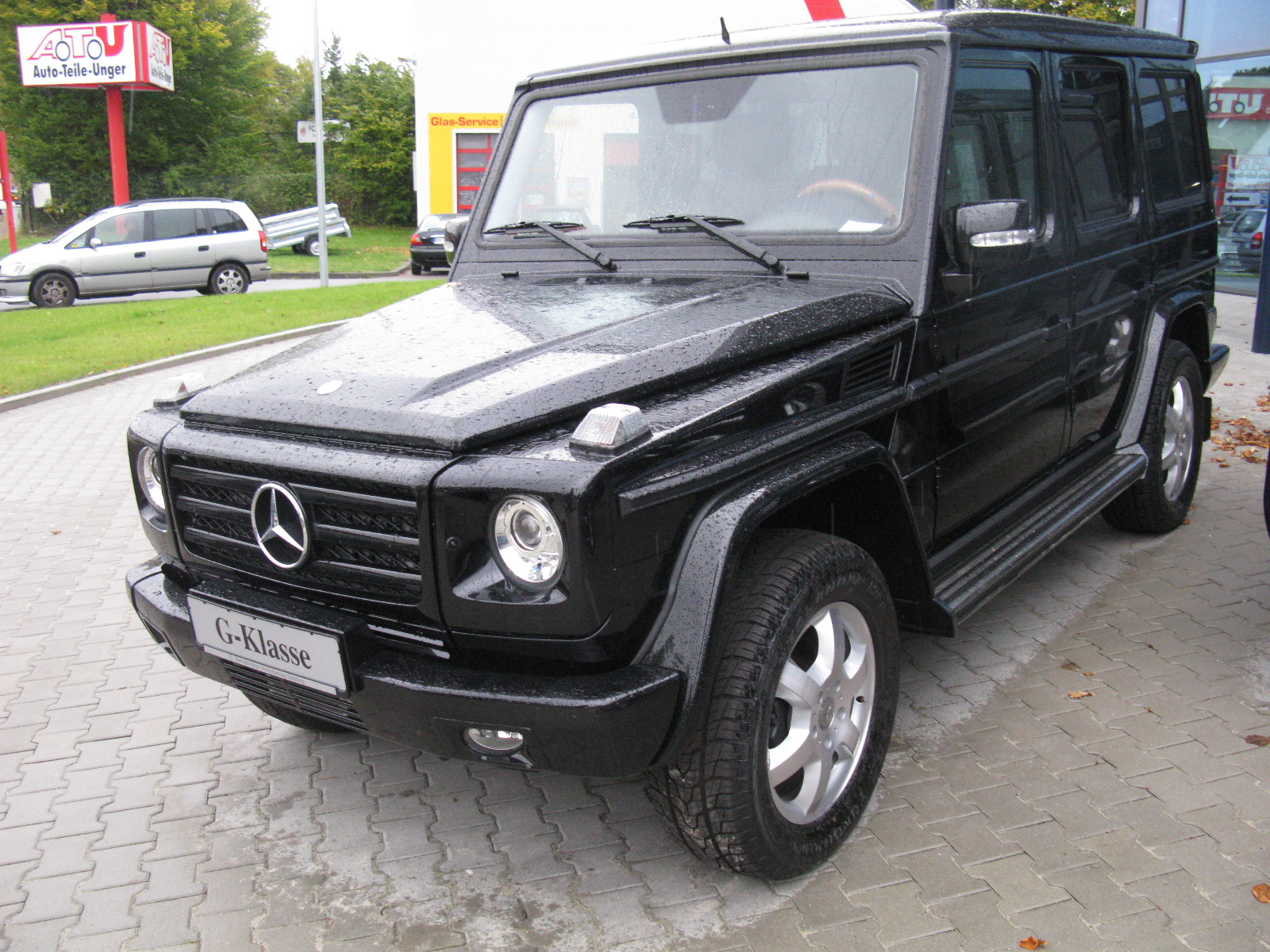
La W463 dopo il restyling del 2008

Nell'aprile del 2007 la W463 ricevette nuovi fari allo xenon, mentre i gruppi ottici posteriori subirono un lieve ridisegnamento. Internamente arrivarono un nuovo volante multifunzione a quattro razze e un nuovo cruscotto dalla nuova Classe C appena lanciata.
Un nuovo aggiornamento, occorso alla gamma nel settembre del 2008, vide l'arrivo di una nuova calandra a tre listelli orizzontali in luogo di quella a sette. L'allestimento interno incluse il kit viva voce integrato nel sistema multimediale, che nelle versioni di punta arrivò ad includere il caricatore da 6 CD, il telefono integrato nell'impianto hi-fi e l'interfaccia Bluetooth, il tutto gestito dal sistema Command-APS con manopola sul tunnel centrale. Nella stessa occasione, la G 500 vide il pensionamento del vecchio V8 da 5 litri in favore di un nuovo V8 da 5,5 litri con potenza massima di 388 CV, mentre la G 55 AMG Kompressor beneficiò di 7 CV in più. Il 2009 vide invece l'arrivo di una nuova edizione limitata, stavolta lanciata per celebrare il trentesimo anniversario della Classe G, sempre inossidabile ed apprezzata da una folta schiera di pubblico. La nuova edizione limitata prese il nome di Edition 30. Nello stesso anno la G 320 CDI venne ribattezzata G 350 CDI. La gamma, a quel punto fu composta come segue:
- G 500, con motore V8 da 5,5 litri e 388 CV di potenza massima;
- G 55 AMG Kompressor, con motore V8 da 5,4 litri, sovralimentazione mediante compressore volumetrico e potenza massima di 507 CV;
- G 350 CDI, con motore V6 da 3,2 litri turbodiesel common rail e potenza massima di 224 CV.

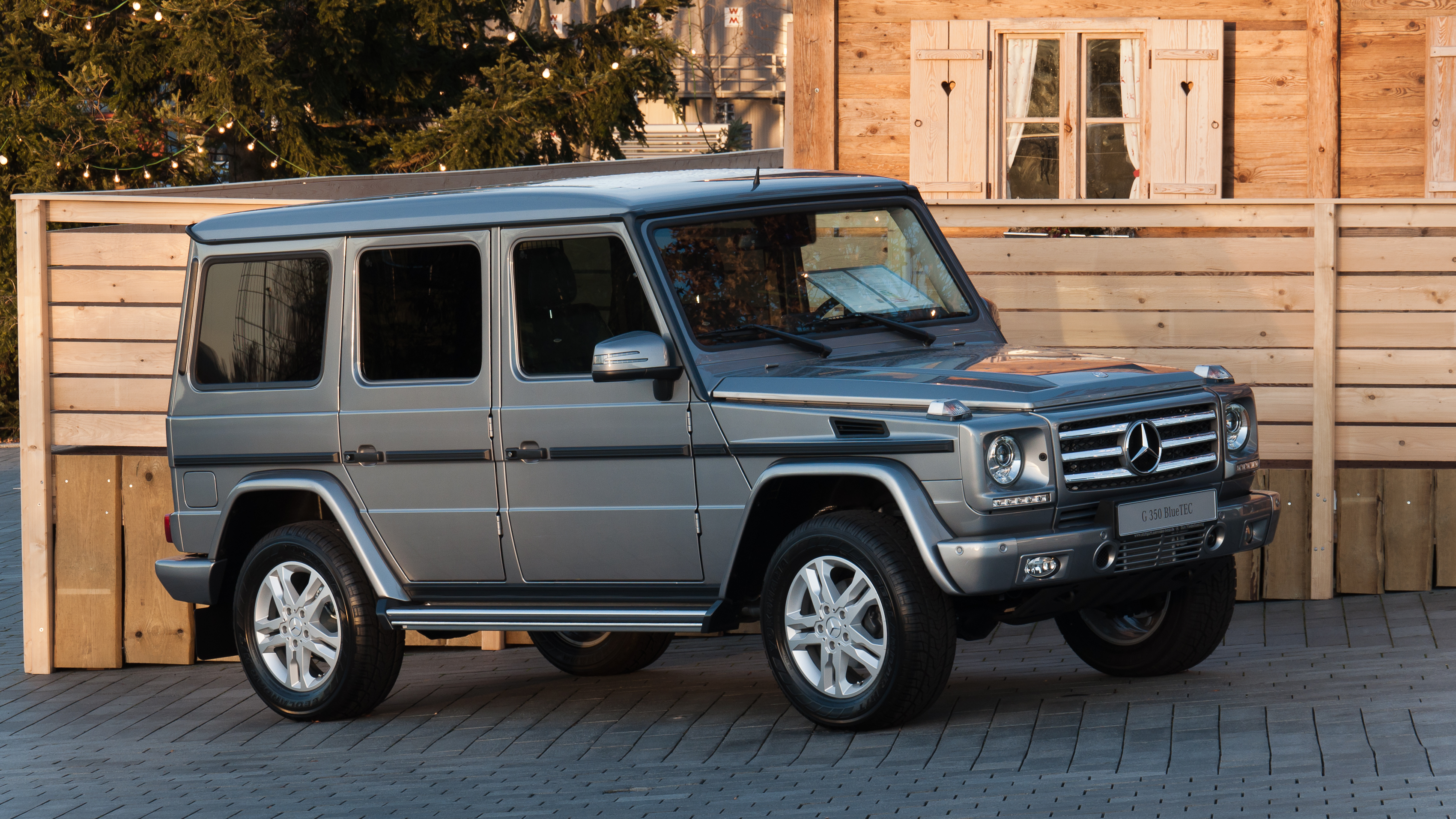
Una G 350 BlueTEC

Nel 2010, la G 350 CDI ricevette la tecnologia BlueTEC dando così origine alla G 350 BlueTEC, equipaggiata con lo stesso motore, ma depotenziato a 211 CV in favore di una migliore erogazione di coppia motrice.
Nel 2011 non si ebbero novità di sorta, mentre nel giugno del 2012 si ebbe un nuovo aggiornamento, che esternamente portò in pratica alla comparsa di nuove luci diurne a led sotto i proiettori principali e di nuovi specchietti retrovisori esterni, mentre nell'abitacolo fece la sua comparsa un nuovo cruscotto mutuato dalla terza generazione della Classe M lanciata da quasi un anno. Sempre nella stessa occasione, la G 55 AMG venne sostituita dalla G 63 AMG, in cui venne montato un motore derivato dal V8 che già era utilizzato per la G 500 da 388 CV, ma con profonde rivisitazioni atte a consentire il montaggio di due turbocompressori. In questo modo, la potenza massima raggiunse i 544 CV, notevoli, anche se per rivestire il ruolo di top di gamma, la Casa di Stoccarda pensò ad un modello ancor più esclusivo e mise sul mercato la G 65 AMG, spinta dal V12 di 6 litri già utilizzato ad esempio sotto il cofano della Classe S. Accreditato di una potenza massima di 612 CV, questo modello raggiungeva una velocità di punta autolimitata a 230 km/h ed una accelerazione da 0 a 100 km/h in 5",3. I due modelli griffati AMG si distinguevano dal resto della gamma per la calandra a due listelli orizzontali ravvicinati. Tutta la gamma W463 fu inoltre equipaggiata con un nuovo cambio automatico-sequenziale a 7 rapporti, evoluzione naturale di quello precedente. 

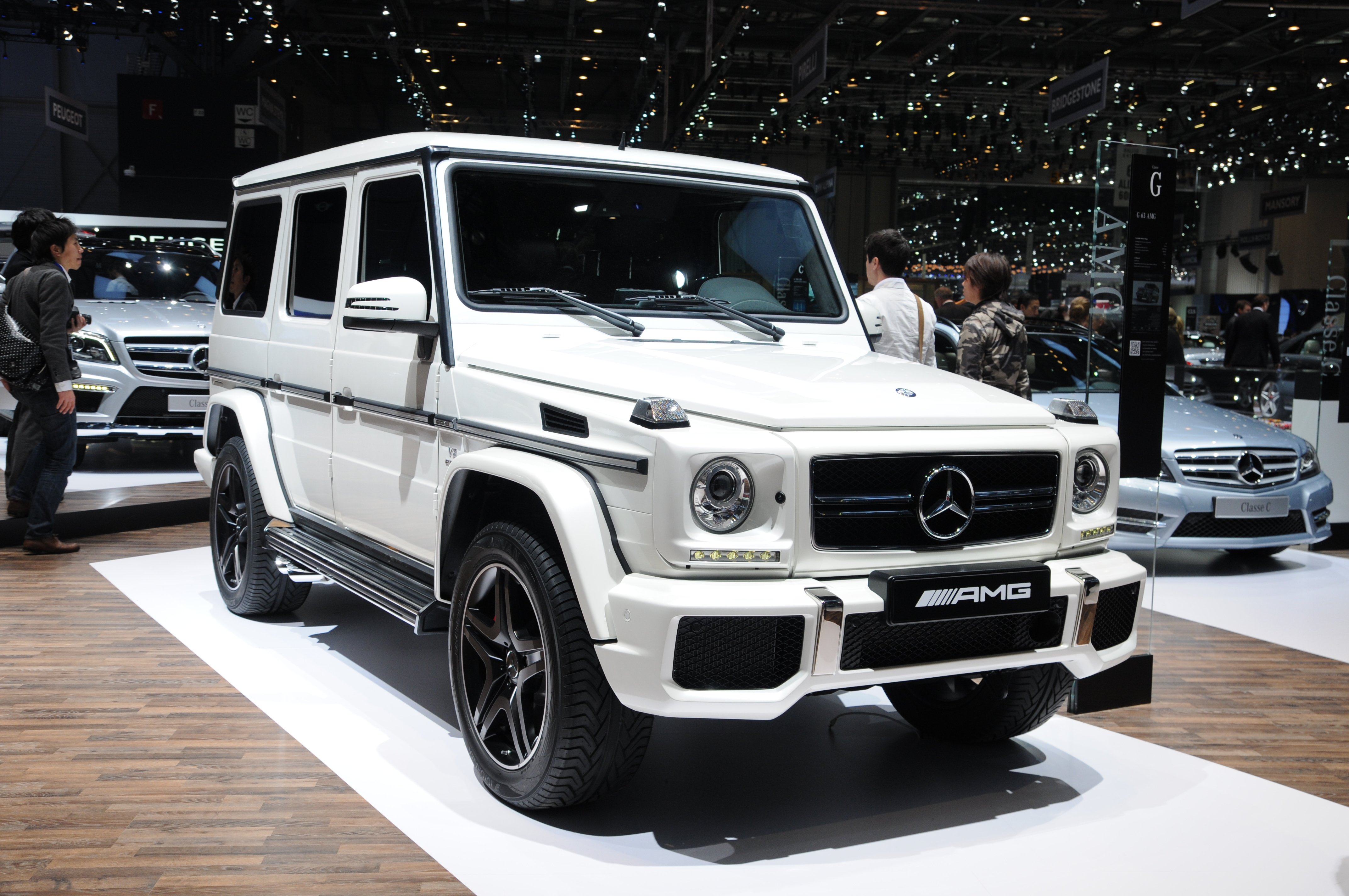
Una G 63 AMG, vice top di gamma a partire dal 2012

Nel 2013, la versione con carrozzeria cabriolet venne cancellata dalla gamma: in occasione dell'addio a questa versione venne lanciata un'edizione finale a tiratura limitata denominata Final Edition 200, disponibile esclusivamente come G 500, ossia con il motore V8 da 5,5 litri e 388 CV di potenza massima. Fu svelata al Salone di Francoforte, ma già prima della chiusura dei battenti della kermesse tedesca, i 200 esemplari previsti per questa edizione speciale vennero già tutti venduti. Sempre a Francoforte venne svelata quella che rimarrà a tutt'oggi come la più incredibile e mostruosa fra le varianti della Classe G finora prodotte: la G 63 AMG 6x6.. Più lunga per ospitare un secondo asse posteriore, più larga grazie a parafanghi allargati per ospitare tre assali più lunghi, e più alta per la presenza di tre assali a portale in luogo delle sospensioni standard, questa vettura era caratterizzata in primis da una presenza imponente (5,875 metri di lunghezza per 2,11 metri di larghezza per 2,21 metri di altezza, e con un passo di 4,196 metri dal mozzo dell'asse anteriore al mozzo dell'ultimo assale). La carrozzeria era di tipo pick-up con abitacolo a due file di sedili. La G 63 AMG 6x6 era equipaggiata con un V8 biturbo da 5,5 litri, per una potenza massima di 544 CV, in pratica la stessa unità motrice che nello stesso periodo equipaggiava la G 63 AMG a due assali di normale produzione. Tale motore era in grado di spingere i 38 quintali di questa vettura (3.775 kg, per la precisione) ad una velocità massima autolimitata a 160 km/h, coprendo lo scatto da 0 a 100 km/h in 7"8. La trazione era integrale sulle sei ruote, da cui la sigla 6x6, e la coppia motrice veniva indirizzata ai tre assali con l'ausilio di cinque differenziali bloccabili mediante appositi comandi in plancia. Veniva costruita nello stesso stabilimento di Graz da cui nascevano le altre W463 e veniva venduta ad un prezzo di quasi 470 000 euro. Le sue dimensioni e la sua massa erano tali da non poter essere guidata con la normale patente automobilistica, essendo necessaria invece la patente C.

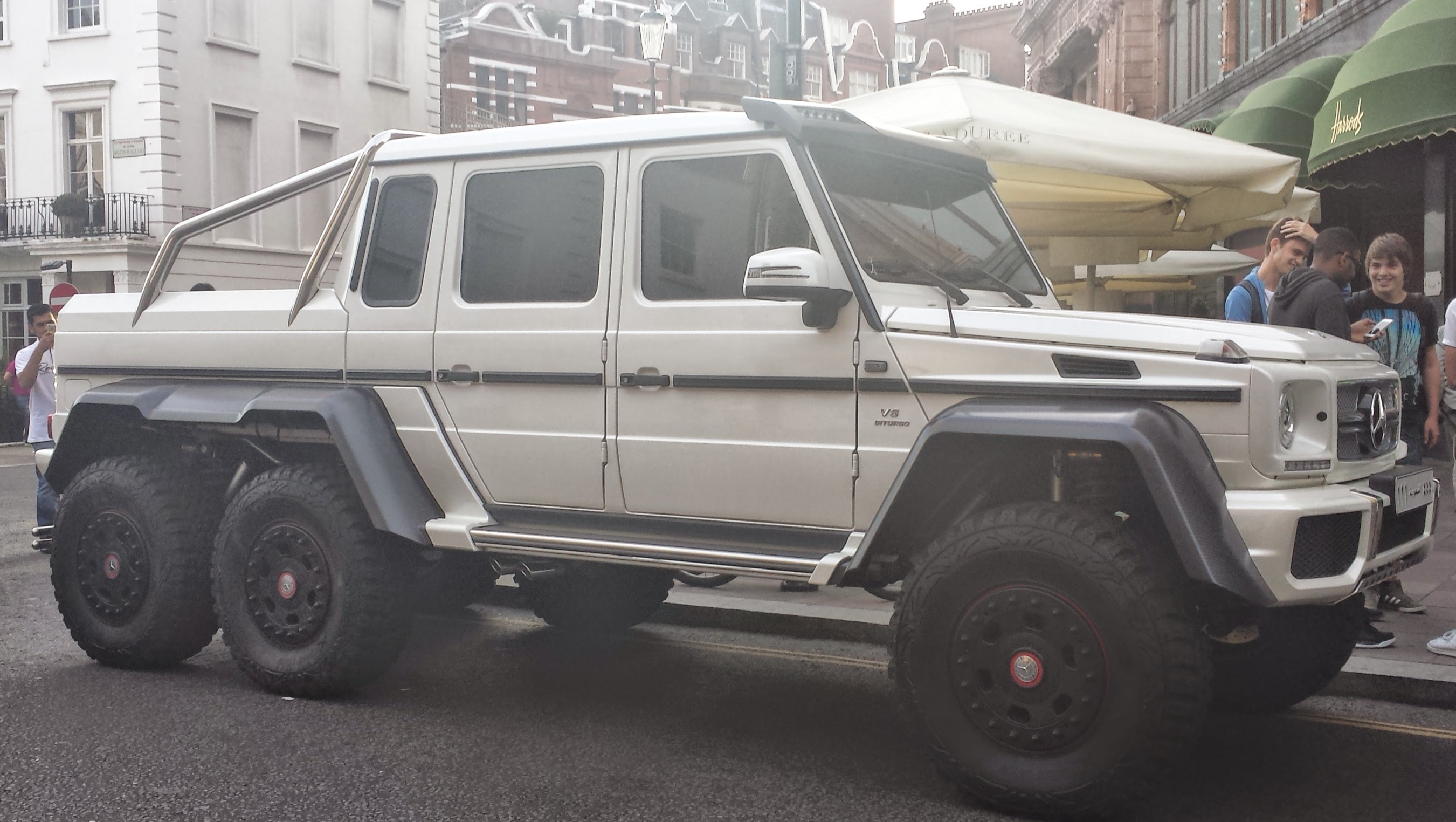
Una G 63 AMG 6x6

Dopo un 2014 senza altre novità, l'ultima fase della carriera commerciale della W463 ha visto nel 2015 la G 500 sottoposta ad un nuovo trapianto di motore: al posto della vecchia unità da 5,5 litri arrivò un nuovo V8 da 4 litri con doppia sovralimentazione e potenza massima di 422 CV. Lo stesso motore viene anche montato sotto il cofano di un'altra varainte notevole, ossia la G 500 4x42: presentata al Salone di Ginevra del 2015 e prodotta dal giugno dello stesso anno al 2017 in pochi esemplari, questa variante era una sorta di "sorella minore" della G 63 AMG 6x6. Provvista di due assali come le altre W463, dal super pick-up a sei ruote ereditava però la soluzione degli assali a portale, per cui l'altezza da terra lievitava a 46 cm come nella versione 6x6 e l'altezza sfiorava i 2,25 metri. Prevista unicamente con carrozzeria SW a passo lungo, la G 500 AMG 4x42 pesava a vuoto 3.021 kg e raggiungeva una velocità massima autolimitata a 210 km/h, com scatto da 0 a 100 km/h in 7",4. Sempre nel 2015, le due versioni AMG sono state ulteriormente rivisitate raggiungendo rispettivamente potenze di 571 e 630 CV. Sul fronte diesel, la G 350 BlueTEC è stata portata a 245 CV di potenza massima. Nel 2016 è stata immessa sul mercato l'ultima versione della W463, la G 350 d BlueTEC Professional, caratterizzata da un allestimento dedicato ad utilizzi in campo professionale. In pratica, pur trattandosi di una W463, andava a riprendere il testimone delle vecchie W461, non più in listino ormai da due anni, proponendo un allestimento meno ricco e senza fronzoli.

#### La seconda fase (dal 2018)

##### Caratteristiche del nuovo modello
All'inizio del 2018, il Salone di Detroit ha visto la presentazione di una nuova Classe G: spesso identificata da molte testate giornalistiche e da molti appassionati come W464, essa è stata comunque inclusa dalla Casa della stella a tre punte ancora nella gamma W463. In realtà, gli aggiornamenti sono stati parecchi e sul solo piano stilistico hanno incluso fra l'altro il nuovo frontale con calandra ridisegnata e fari a led. Più decisi gli interventi nell'abitacolo, dove trova posto un cruscotto ripreso dalla contemporanea Classe S, sdoppiato in due grossi display, uno sulla console centrale ed uno al posto del quadro strumenti. Inoltre i sedili dispongono di riscaldamento, supporto lombare e massaggio. Il telaio della nuova W463 è sempre del tipo separato, con longheroni e traverse, ed anche la scocca rimane sempre la stessa, in acciaio, ma stavolta con cofano motore, parafanghi e portiere realizzati in alluminio. Ciò ha permesso alla vettura di risparmiare fino a 170 kg rispetto alla precedente W463. Nonostante ciò, la struttura è stata irrigidita di ben il 55%. Per quanto riguarda la meccanica telaistica, la nuova W463 propone due importantissime novità: un avantreno che si accommiata dallo schema ad assale rigido, in favore di una soluzione a ruote indipendenti con bracci trasversali, ed un retrotreno ancora ad assale rigido, ma con bracci longitudinali. Presenti ancora i tre differenziali bloccabili, mentre l'unica motorizzazione presente al debutto è quella della G 500, ossia il V8 biturbo da 4 litri con potenza di 422 CV. Nuovo, per una Classe G, il cambio automatico sequenziale a 9 rapporti. A differenza della W463 prodotta fino a quel momento, la nuova W463 viene prodotta solo con carrozzeria station wagon a passo lungo, l'unica che riesca ancora a trovare riscontri significativi sul piano commerciale.

##### Carriera commerciale
La prima novità della gamma W463 lanciata nel 2018 è stata la presentazione a Ginevra della G 63 AMG, equipaggiata con lo stesso motore della G 500, ma con potenza massima portata a 585 CV. L'avvio della commercializzazione è tuttavia previsto solo nella tarda primavera. Nell'estate del 2019, invece, fanno il loro debutto le due nuove motorizzazioni a gasolio per la W463 rinnovata. Entrambi basati sul 2,9 litri diesel con doppia sovralimentazione, questi due motori erogano potenze massime rispettivamente di 286 per la G 350 d e 330 CV per la G 400 d.
Alla fine dell'estate 2020, ognuna delle quattro motorizzazioni costituenti la gamma viene proposta in tre differenti allestimenti, e cioè: Sport, Premium e Premium Plus. Contemporaneamente i motori vengono leggermente rivisitati con l'obiettivo di ridurre le emissioni inquinanti e di rientrare nelle sempre più severe normative antinquinamento.

#### Tabella riepilogativa
Di seguito vengono riepilogate le caratteristiche relative alla gamma W463. I prezzi riportati in neretto sono in migliaia di lire e gli altri sono in euro. I prezzi si riferiscono inoltre al momento del debutto nel mercato italiano, mentre non vengono indicati i prezzi di quelle rare versioni non previste per tale mercato:
| Mercedes-Benz W463 (1989-2017) |                         |                  |                       |            |                                                                               |                |                 |                                         |                    |              |                     |                    |                     |                    |                    |                   |
| Modello | Carrozzerie disponibili | Sigla modello    | Motore                | Cilindrata | Alimentazione                                                                 | Potenza CV/rpm | Coppia Nm/rpm   | Cambio/ n° rapporti                     | Massa a vuoto (kg) | Velocità max | Acceler. 0–100 km/h | Consumo (l/100 km) | Emissioni CO2/ g/km | Anni di produzione | Esemplari prodotti | Prezzo al debutto |
| Versioni a benzina |                         |                  |                       |            |                                                                               |                |                 |                                         |                    |              |                     |                    |                     |                    |                    |                   |
| 200 GE1 | Torpedo tel.            | 463.200          | M102E20 (102.965)     | 1997       | Iniezione meccanica a controllo elettronico Bosch KE-Jetronic                 | 118/5200       | 172/3500        | Manuale 5 marce                         | 1.935              | 142          | 18"7                | 15,8               | 329                 | 1990-94            | 393                | 57.707            |
| 200 GE1 | SW Corta                | 463.220          | M102E20 (102.965)     | 1997       | Iniezione meccanica a controllo elettronico Bosch KE-Jetronic                 | 118/5200       | 172/3500        | Manuale 5 marce                         | 1.990              | 142          | 18"7                | 15,8               | 329                 | 1990-94            | 393                | 56.614            |
| 200 GE1 | SW Lunga                | 463.221          | M102E20 (102.965)     | 1997       | Iniezione meccanica a controllo elettronico Bosch KE-Jetronic                 | 118/5200       | 172/3500        | Manuale 5 marce                         | 2.125              | 142          | 18"7                | 15,8               | 329                 | 1990-94            | 393                | 62.445            |
| 230 GE2 | Torpedo tel.            | 463.204          | M102E23 (102.979)     | 1997       | Iniezione meccanica a controllo elettronico Bosch KE-Jetronic                 | 126/5000       | 190/4000        | Manuale 5 marce                         | 2.005              | 149          | 17"7                | 16,7               | 359                 | 1989-94            | 516                | -                 |
| 230 GE2 | SW corta                | 463.224          | M102E23 (102.979)     | 1997       | Iniezione meccanica a controllo elettronico Bosch KE-Jetronic                 | 126/5000       | 190/4000        | Manuale 5 marce                         | 2.060              | 147          | 18"1                | 16,7               | 359                 | 1989-94            | 516                | -                 |
| 230 GE2 | SW lunga                | 463.225          | M102E23 (102.979)     | 1997       | Iniezione meccanica a controllo elettronico Bosch KE-Jetronic                 | 126/5000       | 190/4000        | Manuale 5 marce                         | 2.195              | 145          | 18"7                | 16,7               | 359                 | 1989-94            | 516                | -                 |
| 300 GE3 | Torpedo tel.            | 463.207          | M103E30 (103.987)     | 2960       | Iniezione meccanica a controllo elettronico Bosch KE-Jetronic                 | 170/5000       | 235/4500        | Manuale 5 marce                         | 2.030              | 166          | 13"5                | 18,6               | 395                 | 1989-94            | 4.938              | 75.671            |
| 300 GE3 | SW corta                | 463.227          | M103E30 (103.987)     | 2960       | Iniezione meccanica a controllo elettronico Bosch KE-Jetronic                 | 170/5000       | 235/4500        | Manuale 5 marce                         | 2.085              | 166          | 13"9                | 18,6               | 395                 | 1989-94            | 4.938              | 75.740            |
| 300 GE3 | SW lunga                | 463.228          | M103E30 (103.987)     | 2960       | Iniezione meccanica a controllo elettronico Bosch KE-Jetronic                 | 170/5000       | 235/4500        | Manuale 5 marce                         | 2.220              | 166          | 14"2                | 18,6               | 395                 | 1989-94            | 4.938              | 82.295            |
| G 320 | Torpedo tel.            | 463.208          | M104E32 (104.996)     | 3199       | Iniezione elettronica indiretta Bosch                                         | 210/5500       | 300/3750        | Automatico 4 rapporti                   | 2.175              | 170          | 12"1                | 16,7               | 381                 | 1994-97            | 3.781              | 97.550            |
| G 320 | SW corta                | 463.230          | M104E32 (104.996)     | 3199       | Iniezione elettronica indiretta Bosch                                         | 210/5500       | 300/3750        | Automatico 4 rapporti                   | 2.225              | 170          | 12"1                | 16,7               | 381                 | 1994-97            | 3.781              | 97.600            |
| G 320 | SW lunga                | 463.231          | M104E32 (104.996)     | 3199       | Iniezione elettronica indiretta Bosch                                         | 210/5500       | 300/3750        | Automatico 4 rapporti                   | 2.320              | 170          | 12"1                | 16,7               | 381                 | 1994-97            | 3.781              | 103.850           |
| G 320 V6 | Torpedo tel.            | 463.209 463.250  | M112E32 (112.945)     | 3199       | Iniezione elettronica indiretta Bosch                                         | 215/5500       | 300/ 2800-4800  | Automatico 5 rapporti                   | 2.175              | 173          | 10"9                | 16,1               | 370                 | 1997-05            | 4.141              | 119.961           |
| G 320 V6 | SW corta                | 463.232 463.244  | M112E32 (112.945)     | 3199       | Iniezione elettronica indiretta Bosch                                         | 215/5500       | 300/ 2800-4800  | Automatico 5 rapporti                   | 2.215              | 173          | 10"9                | 16,1               | 370                 | 1997-05            | 4.141              | 111.642           |
| G 320 V6 | SW lunga                | 463.233 463.245  | M112E32 (112.945)     | 3199       | Iniezione elettronica indiretta Bosch                                         | 215/5500       | 300/ 2800-4800  | Automatico 5 rapporti                   | 2.320              | 173          | 11"3                | 16,1               | 370                 | 1997-05            | 4.141              | 119.406           |
| 500 GE V8 | SW lunga                | 463.228          | M117E50 (117.965)     | 4973       | Iniezione meccanica a controllo elettronico                                   | 241/5000       | 375/3500        | Automatico 4 rapporti                   | 2.360              | 180          | 11"4                | 19                 | 442                 | 1993-94            | 446                | -                 |
| G 500 | Torpedo tel.            | 463.206 463.2544 | M113E50 (113.962)     | 4966       | Iniezione elettronica indiretta Bosch                                         | 296/5500       | 456/ 2800-4000  | Automatico 5 rapporti5                  | 2.170              | 190          | 9"7                 | 17,4               | 4006                | 1998-07            | -                  | 78.694            |
| G 500 | SW corta                | 463.240 463.2474 | M113E50 (113.962)     | 4966       | Iniezione elettronica indiretta Bosch                                         | 296/5500       | 456/ 2800-4000  | Automatico 5 rapporti5                  | 2.290              | 190          | 9"7                 | 17,4               | 4006                | 1998-07            | -                  | 72.780            |
| G 500 | SW lunga                | 463.241 463.2484 | M113E50 (113.962)     | 4966       | Iniezione elettronica indiretta Bosch                                         | 296/5500       | 456/ 2800-4000  | Automatico 5 rapporti5                  | 2.405              | 190          | 10"2                | 17,4               | 4006                | 1998-07            | -                  | 77.351            |
| G 500 | Torpedo tel.            | 463.202          | M273E55 (273.969)     | 5461       | Iniezione elettronica indiretta Bosch                                         | 388/6000       | 530/2800        | Automatico 7 rapporti                   | 2.155              | 210          | 5"9                 | 19,6               | 351                 | 2007-13            | -                  | 94.531            |
| G 500 | SW corta                | 463.222          | M273E55 (273.969)     | 5461       | Iniezione elettronica indiretta Bosch                                         | 388/6000       | 530/2800        | Automatico 7 rapporti                   | 2.240              | 210          | 5"9                 | 19,6               | 351                 | 2007-13            | -                  | 88.291            |
| G 500 | SW lunga                | 463.236          | M273E55 (273.969)     | 5461       | Iniezione elettronica indiretta Bosch                                         | 388/6000       | 530/2800        | Automatico 7 rapporti                   | 2.305              | 210          | 5"9                 | 19,6               | 351                 | 2007-13            | -                  | 93.571            |
| G 500 | SW lunga                | 463.234          | M176DE40AL            | 3982       | Iniezione elettronica diretta biturbo                                         | 422/ 5250-5500 | 610/ 2250-4750  | Automatico 7 rapporti                   | 2.520              | 210          | 5"9                 | 16                 | 348                 | 2015-17            | -                  | 108.943           |
| G 500 | SW lunga                | 463.260          | M176DE40AL            | 3982       | Iniezione elettronica diretta biturbo                                         | 422/ 5250-5500 | 610/ 2250-4750  | Automatico 9 rapporti                   | 2.354              | 210          | 5"9                 | 11,1               | 263                 | dal 2018           | -                  | -                 |
| G 500 4x42 | SW lunga                | 463.234-12       | M176DE40AL            | 3982       | Iniezione elettronica diretta biturbo                                         | 422/ 5250-5500 | 610/ 2250-4750  | Automatico 7 rapporti                   | 3.021              | 210          | 7"4                 | 14,5               | 323                 | 2015-17            | -                  | 238.060           |
| G 55 AMG7 | Torpedo tel.            | 463.206 463.2548 | M113E55 (113.982)     | 5439       | Iniezione elettronica indiretta Bosch                                         | 354/5500       | 525/3000        | Automatico 5 rapporti                   | 2.210              | 209          | 7"4                 | 22,2               | 388                 | 1999-04            | -                  | -                 |
| G 55 AMG7 | SW corta                | 463.240 463.2478 | M113E55 (113.982)     | 5439       | Iniezione elettronica indiretta Bosch                                         | 354/5500       | 525/3000        | Automatico 5 rapporti                   | 2.405              | 209          | 7"4                 | 22,2               | 388                 | 1999-04            | -                  | -                 |
| G 55 AMG7 | SW lunga                | 463.241 463.2488 | M113E55 (113.982)     | 5439       | Iniezione elettronica indiretta Bosch                                         | 354/5500       | 525/3000        | Automatico 5 rapporti                   | 2.460              | 209          | 7"4                 | 22,2               | 388                 | 1999-04            | -                  | -                 |
| G 55 AMG Kompressor | SW lunga                | 463.271          | M113E55ML             | 5439       | Iniezione elettronica indiretta Bosch + compressore volumetrico + intercooler | 476/6100       | 700/ 2650-4500  | Automatico 5 rapporti                   | 2.460              | 210          | 5"6                 | 20,7               | 378                 | 2004-06            | -                  | 114.811           |
| G 55 AMG Kompressor | SW lunga                | 463.271          | M113E55ML             | 5439       | Iniezione elettronica indiretta Bosch + compressore volumetrico + intercooler | 500/6100       | 700/ 2750-4500  | Automatico 5 rapporti                   | 2.460              | 210          | 5"5                 | 20,7               | 378                 | 2006-08            | -                  | 119.821           |
| G 55 AMG Kompressor | SW lunga                | 463.271          | M113E55ML             | 5439       | Iniezione elettronica indiretta Bosch + compressore volumetrico + intercooler | 507/6100       | 700/ 2750-4500  | Automatico 5 rapporti                   | 2.460              | 210          | 5"5                 | 20,7               | 378                 | 2008-12            | -                  | 124.051           |
| G 63 AMG | SW lunga                | 463.272          | M157DE55LA            | 5461       | Iniezione elettronica diretta + turbocompressore                              | 544/5500       | 760/ 2000-5000  | Automatico sequenziale AMG a 7 rapporti | 2.550              | 210          | 5"4                 | 18,4               | 322                 | 2012-15            | -                  | 141.076           |
| G 63 AMG | SW lunga                | 463.273          | M157DE55LA            | 5461       | Iniezione elettronica diretta + turbocompressore                              | 571/5500       | 760/ 2000-5000  | Automatico sequenziale AMG a 7 rapporti | 2.550              | 210          | 5"4                 | 16,7               | 322                 | 2015-17            | -                  | 148.087           |
| G 63 AMG | SW lunga                | 463.276          | M177DE40AL            | 3982       | Iniezione elettronica diretta + turbocompressore                              | 585/6000       | 850/ 2500-3500  | Automatico 9 rapporti                   | 2.485              | 220          | 4"5                 | 13,1               | 2999                | dal 05/2018        | -                  | -                 |
| G 63 AMG 6x6 | Pick-up a tre assali    | -                | M157DE55LA            | 5461       | Iniezione elettronica diretta + turbocompressore                              | 544/5500       | 760/ 2000-5000  | Automatico sequenziale AMG a 7 rapporti | 3.775              | 210          | 7"9                 | 19,6               | 459                 | 2014-16            | -                  | 469.610           |
| G 65 AMG | SW lunga                | 463.279          | M279E60LA             | 5980       | Iniezione elettronica indiretta                                               | 612/ 4300-5600 | 1000/ 2300-4300 | Automatico sequenziale AMG a 7 rapporti | 2.580              | 230          | 5"3                 | 24,4               | 397                 | 2012-15            | -                  | 269.880           |
| G 65 AMG | SW lunga                | 463.279          | M279E60LA             | 5980       | Iniezione elettronica indiretta                                               | 630/ 4300-5600 | 1000/ 2300-4300 | Automatico sequenziale AMG a 7 rapporti | 2.580              | 230          | 5"3                 | 24,4               | 397                 | 2015-17            | -                  | 280.030           |
| Versioni a gasolio |                         |                  |                       |            |                                                                               |                |                 |                                         |                    |              |                     |                    |                     |                    |                    |                   |
| 250 GD | Torpedo tel.            | 463.304          | OM602D25 (602.931)    | 2497       | Diesel aspirato iniezione meccanica indiretta con precamera, pompa in linea   | 94/4600        | 158/ 2600-3100  | Manuale 5 marce                         | 2.015              | 128          | 28"1                | 10,7               | 345                 | 1989-92            | 272                | 58.221            |
| 250 GD | SW corta                | 463.324          | OM602D25 (602.931)    | 2497       | Diesel aspirato iniezione meccanica indiretta con precamera, pompa in linea   | 94/4600        | 158/ 2600-3100  | Manuale 5 marce                         | 2.070              | 128          | 28"1                | 10,8               | 345                 | 1989-92            | 272                | 57.923            |
| 250 GD | SW lunga                | 463.325          | OM602D25 (602.931)    | 2497       | Diesel aspirato iniezione meccanica indiretta con precamera, pompa in linea   | 94/4600        | 158/ 2600-3100  | Manuale 5 marce                         | 2.205              | 128          | 28"1                | 11                 | 345                 | 1989-92            | 272                | 63.873            |
| G 270 CDI | SW corta                | 463.322          | OM612DE27LA (612.965) | 2685       | Turbodiesel iniezione diretta common rail                                     | 156/3800       | 400/ 1800-2400  | Automatico 5 rapporti                   | 2.200              | 160          | 13"2                | 11,1               | 289                 | 2001-06            | 3.594              | 54.181            |
| G 270 CDI | SW lunga                | 463.323          | OM612DE27LA (612.965) | 2685       | Turbodiesel iniezione diretta common rail                                     | 156/3800       | 400/ 1800-2400  | Automatico 5 rapporti                   | 2.335              | 160          | 13"7                | 11,1               | 289                 | 2001-06            | 3.594              | 58.761            |
| 300 GD 10 | Torpedo tel.            | 463.307          | OM603D30 (603.931)    | 2996       | Diesel aspirato, iniezione meccanica indiretta con precamera, pompa in linea  | 113/4600       | 185/2800        | Manuale 5 marce                         | 2.035              | 140          | 22,2                | 13,9               | 345                 | 1989-94            | 4.163              | 70.483            |
| 300 GD 10 | SW corta                | 463.327          | OM603D30 (603.931)    | 2996       | Diesel aspirato, iniezione meccanica indiretta con precamera, pompa in linea  | 113/4600       | 185/2800        | Manuale 5 marce                         | 2.090              | 140          | 22,2                | 13,9               | 345                 | 1989-94            | 4.163              | 70.000            |
| 300 GD 10 | SW lunga                | 463.328          | OM603D30 (603.931)    | 2996       | Diesel aspirato, iniezione meccanica indiretta con precamera, pompa in linea  | 113/4600       | 185/2800        | Manuale 5 marce                         | 2.225              | 140          | 22,2                | 13,9               | 366                 | 1989-94            | 4.163              | 76.831            |
| G 300 Turbodiesel | Torpedo tel.            | 463.308          | OM606DE30LA (606.964) | 2996       | Turbodiesel iniezione elettronica indiretta con precamera                     | 177/4600       | 330/ 1600-3600  | Automatico 5 marce                      | 2.220              | 164          | 14"2                | 12,5               | 330                 | 1997-01            | 2.956              | 119.961           |
| G 300 Turbodiesel | SW corta                | 463.330          | OM606DE30LA (606.964) | 2996       | Turbodiesel iniezione elettronica indiretta con precamera                     | 177/4600       | 330/ 1600-3600  | Automatico 5 marce                      | 2.245              | 164          | 14"2                | 12,5               | 330                 | 1997-01            | 2.956              | 112.297           |
| G 300 Turbodiesel | SW lunga                | 463.331          | OM606DE30LA (606.964) | 2996       | Turbodiesel iniezione elettronica indiretta con precamera                     | 177/4600       | 330/ 1600-3600  | Automatico 5 marce                      | 2.350              | 164          | 14"2                | 12,5               | 330                 | 1997-01            | 2.956              | 120.667           |
| G 320 CDI | Torpedo tel.            | 463.303          | OM642DE30LA (642.970) | 2987       | Turbodiesel iniezione diretta common rail                                     | 224/3800       | 540/ 1600-2600  | Automatico sequenziale 7 rapporti       | 2.260              | 177          | 8"8                 | 11,4               | 302                 | 2006-09            | -                  | 74.881            |
| G 320 CDI | SW corta                | 463.340          | OM642DE30LA (642.970) | 2987       | Turbodiesel iniezione diretta common rail                                     | 224/3800       | 540/ 1600-2600  | Automatico sequenziale 7 rapporti       | 2.275              | 177          | 8"8                 | 11,4               | 302                 | 2006-09            | -                  | 68.881            |
| G 320 CDI | SW lunga                | 463.341          | OM642DE30LA (642.970) | 2987       | Turbodiesel iniezione diretta common rail                                     | 224/3800       | 540/ 1600-2600  | Automatico sequenziale 7 rapporti       | 2.445              | 177          | 9"1                 | 11,4               | 302                 | 2006-09            | -                  | 73.921            |
| 350 GD Turbo 11 | Torpedo tel.            | 463.300          | OM603DE35LA (603.972) | 3449       | Iniezione meccanica indiretta con precamera, turbocompressore                 | 136/4600       | 305/1800        | Automatico 4 rapporti                   | 2.125              | 150          | 16"                 | 14,1               | 371                 | 1992-94            | 4.265              | 86.015            |
| 350 GD Turbo 11 | SW corta                | 463.320          | OM603DE35LA (603.972) | 3449       | Iniezione meccanica indiretta con precamera, turbocompressore                 | 136/4600       | 305/1800        | Automatico 4 rapporti                   | 2.165              | 150          | 16"                 | 14,1               | 371                 | 1992-94            | 4.265              | 86.015            |
| 350 GD Turbo 11 | SW lunga                | 463.321          | OM603DE35LA (603.972) | 3449       | Iniezione meccanica indiretta con precamera, turbocompressore                 | 136/4600       | 305/1800        | Automatico 4 rapporti                   | 2.270              | 150          | 16"                 | 14,1               | 371                 | 1992-94            | 4.265              | 88.773            |
| G 350 CDI | Torpedo tel.            | 463.303          | OM642DE30LA (642.970) | 2987       | Turbodiesel iniezione diretta common rail                                     | 224/3800       | 540/ 1600-2400  | Automatico sequenziale 7 rapporti       | 2.185              | 177          | 8"8                 | 11,4               | 343                 | 2009-10            | -                  | 81.271            |
| G 350 CDI | SW corta                | 463.340          | OM642DE30LA (642.970) | 2987       | Turbodiesel iniezione diretta common rail                                     | 224/3800       | 540/ 1600-2400  | Automatico sequenziale 7 rapporti       | 2.200              | 177          | 8"8                 | 11,4               | 343                 | 2009-10            | -                  | 74.291            |
| G 350 CDI | SW lunga                | 463.341          | OM642DE30LA (642.970) | 2987       | Turbodiesel iniezione diretta common rail                                     | 224/3800       | 540/ 1600-2400  | Automatico sequenziale 7 rapporti       | 2.370              | 177          | 9"1                 | 11,4               | 343                 | 2009-10            | -                  | 80.291            |
| G 350 BlueTEC | Torpedo tel.            | 463.306          | OM642DE30LA           | 2987       | Turbodiesel iniezione diretta common rail                                     | 211/3400       | 540/ 1600-2400  | Automatico sequenziale 7 rapporti       | 2.210              | 175          | 8"8                 | 11,6               | 295                 | 2010-13            | -                  | 84.081            |
| G 350 BlueTEC | SW corta                | 463.336          | OM642DE30LA           | 2987       | Turbodiesel iniezione diretta common rail                                     | 211/3400       | 540/ 1600-2400  | Automatico sequenziale 7 rapporti       | 2.225              | 175          | 9"1                 | 11,6               | 295                 | 2010-15            | -                  | 77.721            |
| G 350 BlueTEC | SW lunga                | 463.346          | OM642DE30LA           | 2987       | Turbodiesel iniezione diretta common rail                                     | 211/3400       | 540/ 1600-2400  | Automatico sequenziale 7 rapporti       | 2.425              | 175          | 9"1                 | 11,6               | 295                 | 2010-15            | -                  | 83.121            |
| G 350 d 12 | SW lunga                | 463.348          | OM642DE30LA           | 2987       | Turbodiesel iniezione diretta common rail                                     | 245/3600       | 600/ 1600-2400  | Automatico sequenziale 7 rapporti       | 2.610              | 192          | 8"8                 | 10,1               | 261                 | 2015-17            | -                  | 93.449            |
| G 350 d | SW Lunga                | 463.349          | OM656DE29AL R SCR     | 2925       | Biturbo diesel iniezione diretta common rail                                  | 286/ 3400-4600 | 600/ 1200-3200  | Automatico 9 rapporti                   | 2.376              | 199          | 7"4                 | 9,6                | 25213               | dal 07/2019        | -                  | 104.780           |
| G 400 CDI | Torpedo tel.            | 463.309          | OM628DE40LA           | 3996       | Turbodiesel iniezione diretta common rail                                     | 250/4400       | 560/ 1700-2600  | Automatico 5 rapporti                   | 2.375              | 182          | 9"9                 | 13,3               | 343                 | 2001-05            | 4.975              | 80.202            |
| G 400 CDI | SW corta                | 463.332          | OM628DE40LA           | 3996       | Turbodiesel iniezione diretta common rail                                     | 250/4400       | 560/ 1700-2600  | Automatico 5 rapporti                   | 2.415              | 182          | 9"9                 | 13,3               | 343                 | 2001-05            | 4.975              | 74.417            |
| G 400 CDI | SW lunga                | 463.333          | OM628DE40LA           | 3996       | Turbodiesel iniezione diretta common rail                                     | 250/4400       | 560/ 1700-2600  | Automatico 5 rapporti                   | 2.510              | 182          | 10"3                | 13,3               | 343                 | 2001-05            | 4.975              | 78.859            |
| G 400 d | SW Lunga                | 463.350          | OM656DE29AL SCR       | 2925       | Biturbo diesel iniezione diretta common rail                                  | 330/ 3400-4600 | 700/ 1200-3200  | Automatico 9 rapporti                   | 2.397              | 210          | 6"4                 | 9,6                | 25313               | dal 07/2019        | -                  | 140.489           |
| Note: 1Solo per il mercato italiano, dal settembre 1993 la denominazione cambia in G 200 2Non per il mercato italiano, dal settembre 1993 la denominazione cambia in G 230 3Dal settembre 1993 la denominazione cambia in G 300 4La seconda sigla è applicata a partire dal 2000 5Dal 2006, cambio automatico 7G-Tronic a 7 rapporti 6370 g/km a partire dal 2006 7Non prevista per il mercato italiano 8La seconda sigla è applicata a partire dal 2001, le coppie di sigle utilizzate per la G 55 AMG aspirata sono le stesse della G 500 in quanto condividevano lo stesso telaio con i medesimi aggiornamenti 9330 g/km dal luglio 2020 10Dal settembre 1993 la denominazione cambia in G 300 Diesel 11Dal settembre 1993 la denominazione cambia in G 350 Turbodiesel 12Dal 2016 anche in allestimento Professional 13235 g/km dal luglio 2020 |                         |                  |                       |            |                                                                               |                |                 |                                         |                    |              |                     |                    |                     |                    |                    |                   |

#### Le fuoriserie su baseW463
Vuoi per la longevità del modello, vuoi per la sua particolarità innata che già nelle versioni di serie fondeva la rustica robustezza di un fuoristrada classico con l'eleganza e l'opulenza di un'ammiraglia di segmento F, la W463 stuzzicò fin dai primi anni l'estro e la fantasia di alcuni preparatori e carrozzieri, da cui scaturirono talvolta esemplari unici, altre volte piccoli lotti di versioni particolari. Elencare tutte queste varianti sarebbe quantomeno ostico, per cui in questa sede se ne ricorderanno solo alcuni fra i più particolari.
- G 36 AMG: nel 1993, poco prima del lancio della C36 AMG, l'azienda di Affalterbach realizzò un piccolo lotto (tra i 10 e i 20 esemplari)[4] equipaggiato con lo stesso propulsore della futura berlina ad alte prestazioni: un'unità a 6 cilindri in linea da 3606 cm³ di cilindrata ed in grado di erogare fino a 280 CV di potenza massima.
- 500 GE V8 6.0 AMG: piccola serie equipaggiata con un V8 da 6 litri e 331 CV di potenza massima. Tale motore non proviene dalla normale produzione ma è derivato dal V8 montato sulla 500 GE e con cilindrata maggiorata;
- G63 AMG V12: prodotta in piccola serie fra il 2002 e il 2003, questa variante fuori listino era equipaggiata con un V12 da 6,3 litri derivato dal V12 da 6 litri utilizzato nelle versioni di punta di normale produzione. La sua potenza massima era di 444 CV, sufficienti per garantire un'accelerazione da 0 a 100 km/h coperta in 6",5;
- G 63 AMG 6x6 Texas Armoring:[5] basata sulla G 63 AMG 6x6 appena descritta, questa variante si differenziava per la carrozzeria interamente blindata realizzata dall'americana Texas Armoring, un'azienda specializzata appunto nella realizzazione di carrozzerie antiproiettile. Grazie alla sua corazza, che ne faceva lievitare la massa a vuoto fino a ben 5 tonnellate, questa variante era in grado di fermare proiettili da 7,62 x 63 millimetri;

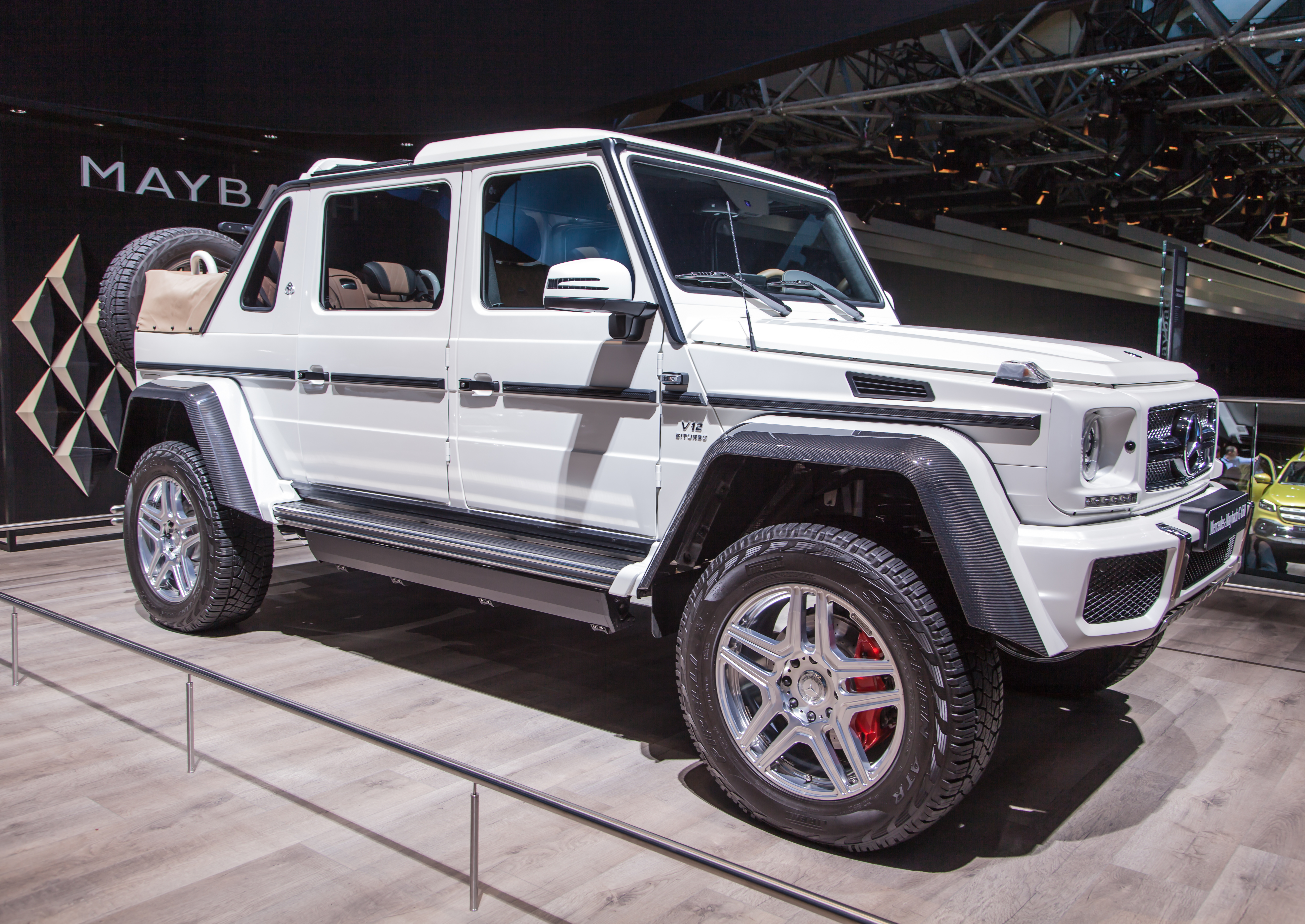
Una G 650 Landaulet

- G 650 Landaulet:[6] al Salone di Ginevra del 2017 è stata presentata la G 650 Landaulet, basata sulla G 500 4x42, ma con carrozzeria pick-up e abitacolo a 5 posti. Il telaio era intermedio fra la G 500 4x42 e la G 63 AMG 6x6, essendo la G 650 Landaulet lunga 5,35 metri con un interasse di 3,428 metri. Era equipaggiata con il V12 biturbo da 6 litri e 630 CV di potenza massima, lo stesso motore della G 65 AMG. Ciò consentiva al pur massiccio corpo vettura (che arrivava a pesare 3,3 tonnellate) di accelerare in meno di sei secondi da 0 a 100 km/h, raggiungendo una velocità di punta autolimitata a 180 km/h. La G 650 Landaulet è stata prodotta complessivamente in 99 esemplari ed è stata venduta nella seconda metà del 2017 ad un prezzo di ben 749.700 euro;

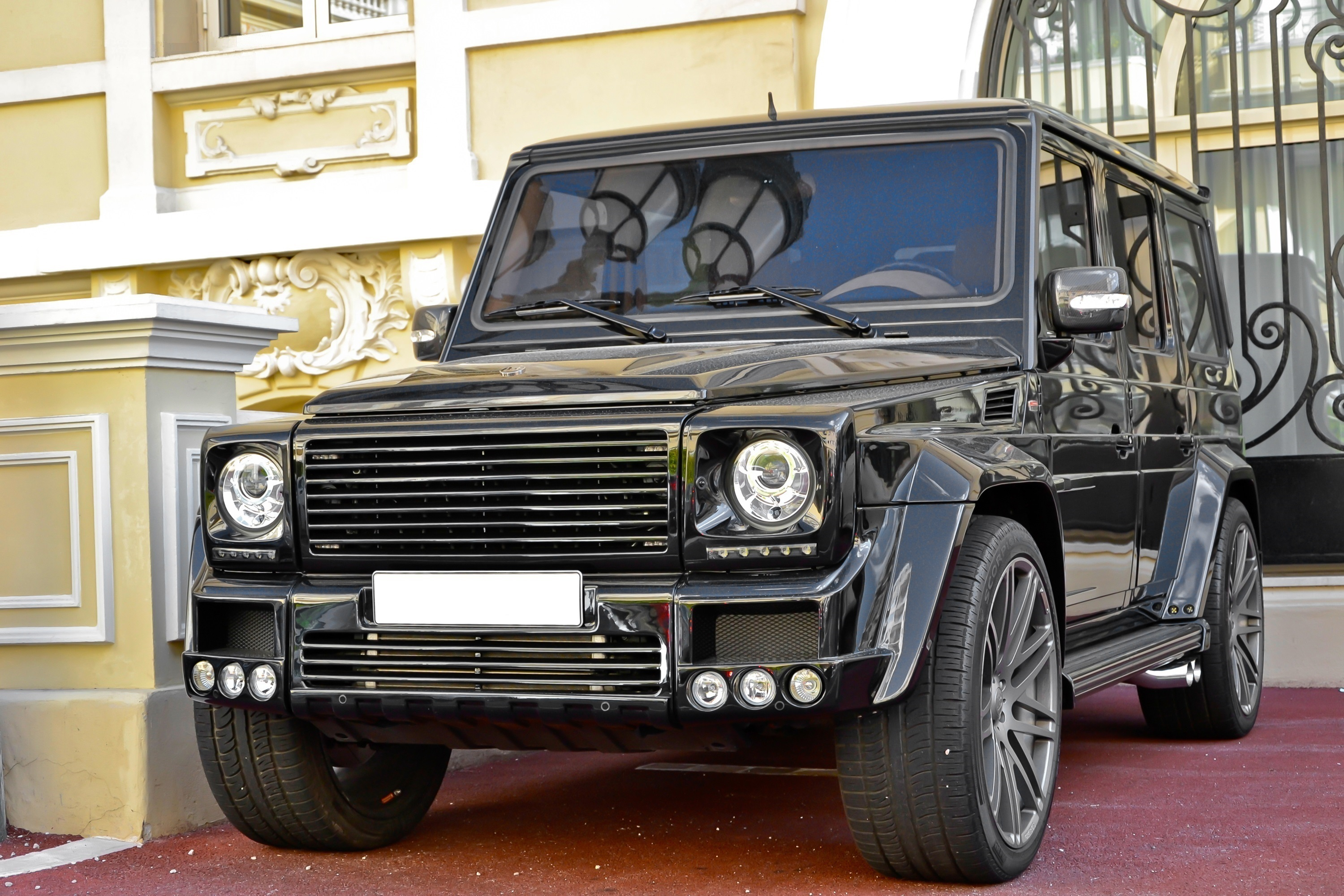
Una Brabus 800 Widestar

- G 500 MB Guard: a partire dal 1999 venne resa disponibile per particolari richieste anche la versione blindata, basata sulla scocca SW a passo lungo e disponibile unicamente con il motore V8 da 5,5 litri e 388 CV. A seconda delle esigenze del committente, erano disponibili tre diversi livelli di blindatura. La G 500 MB Guard arrivava a pesare a vuoto fra le 3,6[7] e le 4 tonnellate,[8] a seconda del livello di blindatura, che comportava giocoforza un notevole aumento della massa a vuoto;
- Brabus B63S 700 6x6:[9] presentato al Salone di Francoforte del 2013, questo veicolo è basato su di un'altra fuoriserie già incontrata precedentemente, e cioè la G 63 6x6. Dell'enorme pick-up a sei ruote viene ripreso quasi tutto, compreso il motore, che però viene affidato ai tecnici della Brabus, i quali hanno montato due turbocompressori di maggiori dimensioni ed un nuovo scarico più performante, in maniera tale da far lievitare la potenza massima dagli originari 544 CV a ben 700 CV per questa nuova interpretazione sul tema W463. In realtà, la Brabus è intervenuta anche su numerosi altri particolari relativi anche all'estetica e all'allestimento interno, con ad esempio i grossi parafanghi realizzati in carbonio rosso e i rivestimenti dell'abitacolo in pelle, anch'essa rossa. Alla fine, il solo costo di conversione dalla fuoriserie di partenza a quella definitiva marchiata Brabus ammontava secondo la Brabus stessa a ben 482.231 euro, a cui andava aggiunto anche il costo della G 63 6x6 di partenza!
- Brabus 800 Widestar:[10] nuova interpretazione della Brabus, stavolta utilizzando una più consueta carrozzeria SW a passo lungo e a due assali. La base di partenza è stata la G 65 AMG V12 Biturbo, il cui motore è stato rivisitato a fondo, compreso un aumento della cilindrata da 6 a 6,3 litri, più altri aggiornamenti che ne hanno portato così la potenza massima da 612 a ben 800 CV. Altri particolari d'effetto erano i grossi cerchi da 23 pollici;
- Brabus 900 "One of Ten":[11] nuova creazione della Brabus, prodotta in soli dieci esemplari e venduta a 666 000 euro per ogni esemplare. Partendo dalla 800 Widestar, il motore V12 da 6,3 litri è stato portato stavolta a 900 CV, garantendo una velocità massima di 270 km/h e uno scatto da 0 a 100 km/h consumato in appena 3",9;
- Heuliez Contender XG:[12] costruita in soli tre esemplari dalla francese Heuliez, la Contender XG era stata presentata al Salone di Ginevra del 1999. È stata forse la più inconsueta fra le variazioni sul tema W463, in quanto osservando la carrozzeria non si notava assolutamente nulla che potesse ricondurre al fuoristrada originario. Dalla W463 (in particolare dalla versione G 320 a passo corto) viene infatti ripreso tutto fuorché la carrozzeria, ora di tipo coupé ed in schietto stile anni '90: il risultato è stato una sorta di crossover che fin dalla sua apparizione ha fatto discutere e ha diviso fra detrattori ed estimatori.